# A Nova Viagem de Sinbad
The Golden Voyage of Sinbad (pt/br: A Nova Viagem de Sinbad) é um filme britano-estadunidense de 1974 dirigido por Gordon Hessler para a Columbia Pictures. 
Foi o segundo da trilogia de Simbad conceitualizada e animada por Ray Harryhausen (os outros foram The 7th Voyage of Sinbad e Sinbad and the Eye of the Tiger).